# سفارة سلوفينيا في تركيا
سفارة سلوفينيا في تركيا هي أرفع تمثيل دبلوماسي لدولة سلوفينيا لدى تركيا. تقع السفارة في وهي تهدف لتعزيز المصالح السلوفينية في تركيا.

## وصلات خارجية
- الموقع الرسمي
- قائمة سفارات سلوفينيا
- قائمة السفارات في تركيا